# Shinjuku Monolith Building
Le Shinjuku Monolith Building (新宿モノリス, Shinjuku monorisu) est un gratte-ciel haut de 123 m situé dans le quartier d'affaires de Nishi Shinjuku à Tokyo.